# Warm Chris
Warm Chris è il quarto album in studio della cantante neozelandese Aldous Harding, pubblicato nel 2022.

## Tracce
1. Ennui – 4:38
2. Tick Tock – 3:39
3. Fever – 4:17
4. Warm Chris – 3:46
5. Lawn – 3:37
6. Passion Babe – 3:33
7. She'll Be Coming Round the Mountain – 4:28
8. Staring at the Henry Moore – 3:19
9. Bubbles – 3:55
10. Leathery Whip – 4:00

## Formazione
- Aldous Harding – voce, campane, chitarra acustica, piano
- John Parish – basso, batteria, Fender Rhodes, chitarra elettrica, voce, tastiera, organo Hammond, percussioni, shaker, slide guitar, tamburello
- H. Hawkline – banjo, basso, Fender Rhodes, chitarra, elettrica, organo Hammond, voce
- Gavin Fitzjohn – flicorno, corno, sassofono baritono
- Ali Chant – voce
- Hopey Parish – voce
- Jason Williamson – voce
- Seb Rochford – batteria